# Miami Beach
Miami Beach är en stad i Miami-Dade County i Florida i USA. Staden har en areal på 48,5  km², och har 89 700 invånare (2004). Miami Beach ligger på en barriärö i sydöstra Florida cirka 6 kilometer öster om grannstaden Miamis centrum. Miami Beach, som grundades 1912, är en av USA:s mest kända badorter och känd för sina många hotell i Art Deco-stil.